# Mimosa pusilliceps
Mimosa pusilliceps é uma espécie de planta da família Fabaceae e do gênero Mimosa.  

## Taxonomia
O táxon foi descrito oficialmente em 1991 por Rupert Charles Barneby,  tendo sido originalmente coletado no município de Conceição do Araguaia, no Pará, Brasil.